# Hureae
Hureae, tribus mlječikovki iz potporodice Euphorbioideae, kojemu pripadaju tri roda drveća iz tropske Amerike.. Tetraplandra je sinonim za Algernonia.

## Rodovi
1. Algernonia Baill.
2. Hura L.
3. Ophthalmoblapton Allemão